# Zezinho (football, 1992)
Pour les articles homonymes, voir Zezinho.
José Luís Mendes Lopes, plus communément appelé Zezinho, né le 23 septembre 1992 à Bissau en Guinée-Bissau, est un footballeur international bissaoguinéen qui évolue au poste de milieu central.
Il joue actuellement pour le club grec d'APO Levadiakos.

## Biographie

### Carrière
Formé au Sporting Bissau, il évolue au poste de milieu central. Il signe un contrat professionnel avec le Sporting Portugal en 2011. 
En juin 2011, il est prêté sans option d’achat au club de Segunda Liga à l'Atlético CP pour une durée d'un an, où il trouve du temps de jeu.
Il joue son 1er match en Primeira Liga le 13 janvier 2013 contre le SC Olhanense. Il entre à la 75e minute à la place de Zakaria Labyad (victoire 2-0). 
En août 2013, il est prêté sans option d’achat au club grec du PAE Veria pour une durée d'un an. Il dispute son premier match lors de la 4e journée de Superleague face au PAOK Salonique, le 14 septembre 2013 (défaite 2-1). 

### Équipe nationale
Zezinho est convoqué pour la première fois par le sélectionneur national Luís Norton de Matos pour un match des qualifications de la CAN 2012 contre le Kenya le 4 septembre 2010 (victoire 1-0) .
Il compte 19 sélections et 2 buts avec l'équipe de Guinée-Bissau depuis 2010.

## Statistiques

### Statistiques en club
| Saison                | Club                     | Championnat           | Championnat | Championnat | Coupe(s) nationale(s) | Coupe(s) nationale(s) | Compétition(s) continentale(s) | Compétition(s) continentale(s) | Compétition(s) continentale(s) | Total | Total |
| Saison                | Club                     | Division              | M.          | B.          | M.                    | B.                    | Comp.                          | M.                             | B.                             | M.    | B.    |
| 2011-2012             | Atlético Portugal (prêt) | Liga Orangina         | 23          | 0           | -                     | -                     | -                              | -                              | -                              | 23    | 0     |
| 2012-2013             | Sporting Portugal        | Liga ZON Sagres       | 5           | 0           | 1                     | 0                     | -                              | -                              | -                              | 6     | 0     |
| 2012-2013             | Sporting Portugal B      | Segunda Liga          | 25          | 0           | -                     | -                     | -                              | -                              | -                              | 25    | 0     |
| 2013-2014             | Sporting Portugal B      | Liga2 Cabovisão       | 3           | 0           | -                     | -                     | -                              | -                              | -                              | 3     | 0     |
| 2013-2014             | PAE Veria (prêt)         | Superleague           | 25          | 0           | 1                     | 0                     | -                              | -                              | -                              | 26    | 0     |
| 2014-2015             | AEL Limassol (prêt)      | A Kategoria           | 2           | 0           | -                     | -                     | C1                             | 2                              | 0                              | 4     | 0     |
| 2014-2015             | Sporting Portugal B      | Segunda Liga          | 4           | 0           | -                     | -                     | -                              | -                              | -                              | 4     | 0     |
| 2015-2016             | Sporting Portugal B      | Segunda Liga          | 29          | 2           | -                     | -                     | -                              | -                              | -                              | 29    | 2     |
| 2016-2017             | APO Levadiakos           | Superleague           | 7           | 0           | 1                     | 0                     | -                              | -                              | -                              | 8     | 0     |
| Total sur la carrière | Total sur la carrière    | Total sur la carrière | 123         | 2           | 3                     | 0                     | -                              | 2                              | 0                              | 128   | 2     |

1. ↑  Jusqu'en août 2013.

### En sélection nationale
| Sélection     | Année | Matchs | Buts |
| ------------- | ----- | ------ | ---- |
| Guinée-Bissau | 2010  | 3      | 0    |
| Guinée-Bissau | 2011  | 3      | 0    |
| Guinée-Bissau | 2012  | 2      | 0    |
| Guinée-Bissau | 2014  | 2      | 0    |
| Guinée-Bissau | 2015  | 4      | 1    |
| Guinée-Bissau | 2016  | 4      | 1    |
| Total         | Total | 19     | 2    |